# Лани-Великі (Заверцянський повіт)
Лани-Великі (пол. Łany Wielkie) — село в Польщі, у гміні Жарновець Заверцянського повіту Сілезького воєводства.
Населення — 295 осіб (2011).
У 1975-1998 роках село належало до Катовицького воєводства.

## Демографія
Демографічна структура станом на 31 березня 2011 року:
|          | Загалом | Допрацездатний вік | Працездатний вік | Постпрацездатний вік |
| -------- | ------- | ------------------ | ---------------- | -------------------- |
| Чоловіки | 158     | 19                 | 118              | 21                   |
| Жінки    | 137     | 18                 | 83               | 36                   |
| Разом    | 295     | 37                 | 201              | 57                   |